# Busch (Dötlingen)
Busch ist ein Ortsteil der Gemeinde Dötlingen im niedersächsischen Landkreis Oldenburg im Naturpark Wildeshauser Geest.
Der etwa vier Kilometer ostsüdöstlich vom Ortskern von Dötlingen gelegene Ortsteil hatte mit Stand: 30. Juni 2014 125 Einwohner. und gehört zur Bauerschaft Iserloy. 1788 zählte Busch 6 Feuerstellen und 25 Einwohner.
Die Bundesautobahn 1 verläuft ca. einen halben Kilometer südlich des Siedlungskerns. Die im Jahr 1971 eingeweihten und überregional bekannten Autobahnraststätten Wildeshausen-Nord und Wildeshausen-Süd befinden sich auf dem Gebiet des Ortsteils. 
Das denkmalgeschützte große Wohn- und Wirtschaftsgebäude Olen Oort 2 als Zweiständer-Hallenhaus in Fachwerk stammt vom Anfang des 19. Jahrhunderts.